# 4394 Fritzheide
4394 Fritzheide è un asteroide della fascia principale. Scoperto nel 1981, presenta un'orbita caratterizzata da un semiasse maggiore pari a 2,2492923 UA e da un'eccentricità di 0,2305785, inclinata di 1,68092° rispetto all'eclittica.